# 2022年冬季残疾人奥林匹克运动会开幕式
2022年冬季帕拉林匹克運動會開幕式是2022年冬季帕拉林匹克運動會的開幕式，於北京時間2022年3月4日晚上於北京國家體育場舉行。

## 創作團隊
- 总导演：张艺谋[1]
- 导演：沈晨[1]

## 播报员
- 英语：赵瀛（CGTN Radio《今日》节目主播）（备份：苏毅）
- 汉语普通话：刚强（央视《新闻联播》主播）（备份：王端端）

## 前期準備
- 为保障開幕式安全、顺利进行，當地政府决定在3月4日对国家体育场周边及相关道路分时、分段采取交通管制措施，行人及車輛禁止將進入國家體育場周圍[2]。

## 開幕式主題
- “生命的绽放”[3]。
- “自强不息、突破自我、残健融合”[4]

## 開幕式程序

### 开幕式前暖场表演
中国残疾人艺术团和13名来自北京市盲人学校学生参与开幕式前预热表演，演唱《乘著歌聲的翅膀》與《讓我們蕩起雙槳》兩首歌曲。

### 嘉賓入場
中共中央總書記、中國國家主席、中央軍委主席習近平、習近平夫人彭麗媛、国际残奥委会主席安德鲁·帕森斯、与其他與會政要和主辦國領導人進入會場。

### 国旗进场，升国旗、奏国歌仪式
护旗方阵由8名残健融合的持旗手组成。他们是中国残疾人运动员代表和为残疾人事业做出贡献的代表。仪式旗台两侧，视力残疾合唱团成员唱响《我和我的祖国》，迎接国旗。中国残疾人艺术团团长邰丽华、北京联合大学学生、中国残疾人艺术团演员，以及来自浙江、山东的残疾人艺术团的演员，分别以歌声和手语奏唱中国国歌。

### 运动员入场式

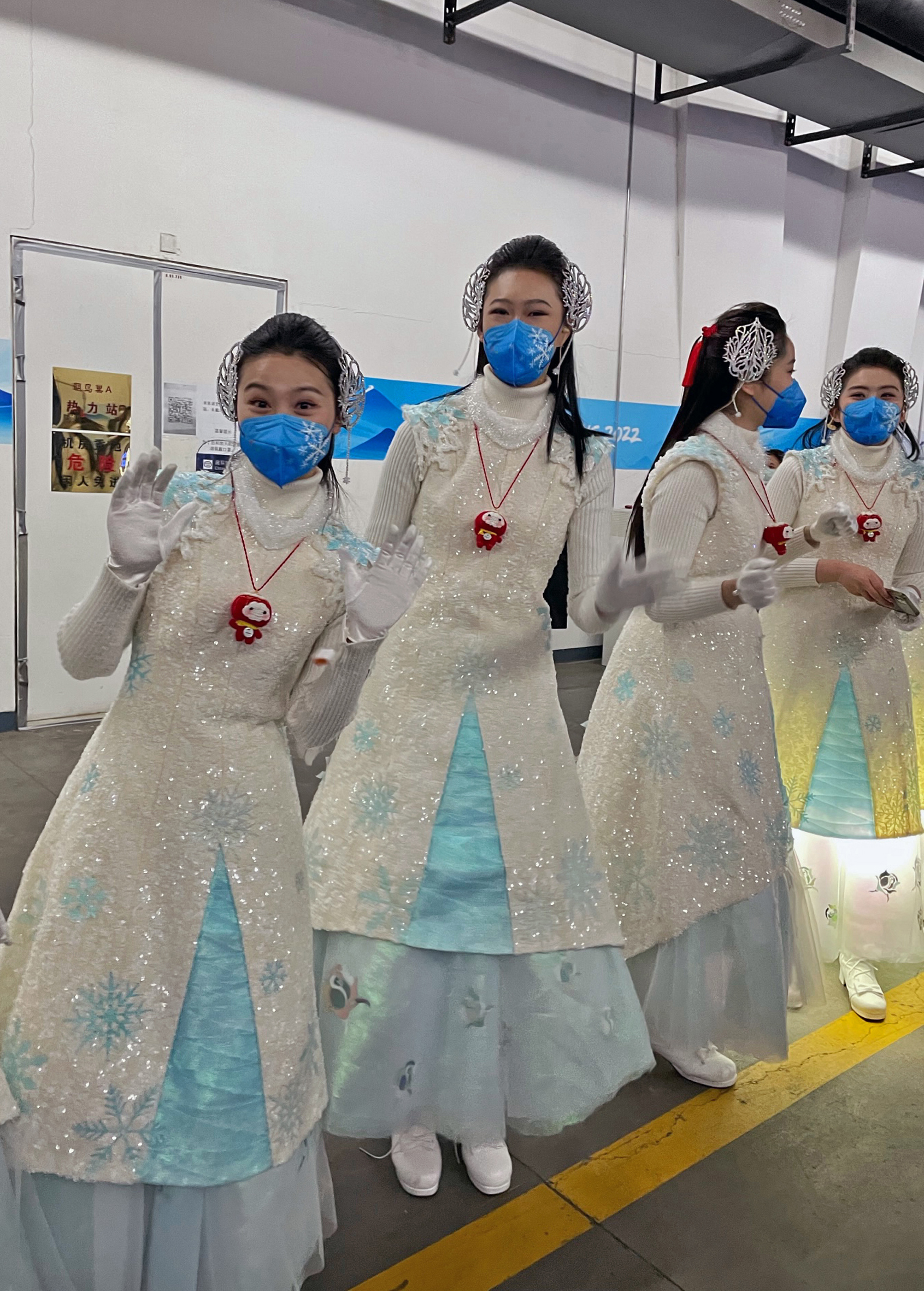
开幕式引导员

运动员入场次序和北京冬奥开幕式一样，以国家和地区的汉字首字的笔画为序，而已经获得下一届奥运会举办权的国家或地区代表团（即意大利）将排在当届东道主之前出场，以凸显未来奥运会东道主的特殊地位。
相较于稍早前北京冬奥会开幕式使用了大量欧洲古典音乐，北京冬残奥会運動員入場式采用了多首中国古典音乐，選用的曲目有：
1. 《高山流水》
2. 《陽春白雪》
3. 《梅花三弄》
4. 《金蛇狂舞》
5. 《漢宮秋月》
6. 《漁舟唱晚》
7. 《春江花月夜》
8. 《彩雲追月》
9. 《陽關三疊》
10. 《歌唱祖國》（中国代表团入场）

### 致辞及宣布开幕
国际残疾人奥林匹克委员会主席安德鲁·帕森斯致辭表示：「作為殘奧委會主席，我想我必需以和平的訊息展開演辭。對於世界上正在發生的事，我感到恐懼，來到21世紀，我們應以對話和外交為重，而不是戰爭和仇恨。」柏臣斯續道：「在奧運會和殘奧會期間，奧林匹克精神裏的和平一詞，是聯合國決議，是必需尊重和遵守的，不能違背。殘奧會希望未來會有一個更共融、沒有歧視、沒有仇恨、不再愚昧、沒有爭執的世界。」
应国际残奥会主席邀请，中共中央总书记、中国国家主席、中国中央军委主席习近平宣布北京冬残奥会开幕。

### 国际残奥委会会旗入场，升国际残奥会会旗，奏国际残奥会会歌仪式
国际残奥委会会旗的持旗手实现“残健融合”，由8人组成：
- 陈琦：轮椅篮球运动员，2008年北京残奥会轮椅篮球比赛中国男队队长、以主教练身份带领中国女子轮椅篮球队在2020年东京残奥会上获得银牌
- 郝国华：2008年北京残奥会开幕式代表裁判员宣誓的盲人门球裁判
- 刘禹彤，轮椅羽毛球运动员，2020东京残奥会羽毛球比赛女子WH2级单打（英语：Badminton at the 2020 Summer Paralympics – Women's singles WH2）金牌和女子WH级双打（英语：Badminton at the 2020 Summer Paralympics – Women's doubles WH1–WH2）银牌得主
- 姚娟（英语：Yao Juan）：田径残疾运动员，六届参加残奥会（2000-2020）共取5面金牌
- 张丽：残疾游泳运动员，在2016年里约残奥会和2020年东京残奥会游泳比赛获得6金1银
- 孙刚：轮椅击剑运动员，在2016年里约残奥会和2020年东京残奥会获得4金2银1铜
- 薛娟（英语：Xue Juan (table tennis)）：乒乓球残疾运动员，在2016年里约残奥会和2020年东京残奥会获得4枚金牌
- 李豪：轮椅击剑运动员，在2020年东京残奥会获得2枚佩剑金牌

残疾人轮椅上印有紫色圆形logo，体现国际残奥委会“我们这百分之十五”的理念。全球规模最大的盲人管乐团——重庆市特殊教育中心扬帆管乐团负责吹奏国际残奥会颂歌《未来赞美诗》。参加演出的47名乐手包括44名盲学生、2名盲人教师、1名指挥，其中年龄最大的22岁，年龄最小的10岁。

### 运动员、裁判员、教练员宣誓
参加高山滑雪项目的张梦秋和参加轮椅冰壶项目、获得2018年平昌冬残奥会轮椅冰壶冠军的陈建新代表全体运动员，负责雪橇冰球项目执法的张立恒代表全体裁判，中国轮椅冰壶主教练岳清爽代表全体教练及官员分别宣誓。

### 表演：《冬残奥圆舞曲》
《冬残奥圆舞曲》的作曲家为商君立，而次环节是一个残健融合的节目，除了中国残疾人艺术团演员、北京舞蹈学院和北京体育大学健全学生参与在内并相互学习，舞出曼妙的“同心圆”。商君立认为“在晶莹剔透的冰雪世界里，‘希望’如同种子般生根发芽，历经风霜雪雨的考验而坚强不馁，迎来春天的‘绽放’，并期待作品“能够让更多观众感受到生命的力量”。

### 火炬传递仪式
在开幕式场内火炬传递仪式期间，传递火炬的运动员如下：
- 刘思彤：平昌冬残奥会及北京冬残奥会高山滑雪女子坐姿组选手
- 文晓燕（英语：Wen Xiaoyan）：残奥会田径5枚金牌和1枚银牌得主
- 马佳：东京残奥会2枚游泳金牌得主、S11级50米自由泳（英语：Swimming at the 2020 Summer Paralympics – Women's 50 metre freestyle S11）和SM11级200米混合泳（英语：Swimming at the 2020 Summer Paralympics – Women's 200 metre individual medley SM11）两项世界纪录保持者
- 张雪梅：中国女子轮椅篮球队（英语：China women's national wheelchair basketball team）队员、东京残奥会女子轮椅篮球（英语：Wheelchair basketball at the 2020 Summer Paralympics – Women's tournament）亚军得主、2020年东京残奥会闭幕式中国代表团旗手
- 刘翠青（英语：Liu Cuiqing）、徐冬林（盲人运动员领跑员)：残奥会4枚田径金牌得主
- 董超：连续三届残奥会（2012、2016和2020）获得射击金牌、连续四届残奥会（2008、2012、2016和2020）获得射击奖牌
- 唐雪梅：连续三届残奥会（2012金牌、2016和2020两届银牌）坐式排球获得一金两银的中国女子坐式排球队队员

等7名火炬手依次传递火炬，最后一棒火炬手由前视力障碍级田径选手李端担任，他将自己手中的火炬嵌入“大雪花”造型的主火炬塔中央，这个动作持续了近一分钟，最后由引导员对准接口，李端将火炬插入接口，这也创造了残奥会开幕式上“最长的一分钟”。

## 颂歌
- 中華人民共和國國歌（由中国残疾人艺术团团员、北京联合大学学生、中国残疾人艺术团演员、浙江省、山东省残疾人艺术团表演）[7]
- 國際帕拉林匹克委員會会歌（由重庆市特殊教育中心扬帆管乐团表演）

## 纪录
- 此次会徽展示环节，是历届残奥会（夏残奥会、冬残奥会）开幕式最小的，以达到“以小见大”（用最小的一个会徽展现最大的一份力量）的效果[16]。
- 中国盲人跳远运动员李端成为首位点燃残奥会火炬的盲人[17]。

## 出席嘉賓

### 主辦國領導人
- 中共中央总书记、国家主席、中央军委主席：习近平[18]
- 中共中央政治局常委、国务院总理：李克強
- 中共中央政治局委员、北京市委书记、北京冬奥组委主席蔡奇

### 國際組織官員
- 国际奥委会：副主席黄思绵原定出席开幕式，但因确诊2019冠状病毒病将由国际奥委会委员安德鲁·帕森斯（亦为国际残奥委会主席）代表出席
- 国际残奥委会主席、国际奥委会委员：安德鲁·帕森斯[19]

### 各國/地區代表團
- 孟加拉驻华大使：马赫布·乌兹·扎曼[20]

## 争议

### 国际残奥委会主席致辞

#### 误称中华人民共和国为中华民国
国际残疾人奥林匹克委员会主席安德鲁·帕森斯致辭時，在演讲开头口误称“People's Republic”（人民共和国）为“Republic”（民国/共和国），将习近平称为「中华民国总统」，之后修改为接着说“China”（中国），结果中央广播电视总台在翻译时，也没有将习近平的头衔翻译出来。开幕次日，国际残奥委会就帕森斯的口误致歉，表示他因过于激动而酿成失误。

#### 在中国的转播受到限制和审查
国际残奥委会主席帕森斯在开幕式致辭時，打破數十年來鮮少對政局表態的傳統，直接表態反對俄羅斯入侵烏克蘭。主办国官方转播机构中国中央电视台沒有翻譯柏臣斯在演讲中称应以对话解决纷争而非使用战争的句子（「来到21世纪，我们应该以对话和外交为重，而不是战争和仇恨」）。在此期间，央视的手语传译也暂停了翻译，转播音量也被调低，最后，他结束辞言时高举双臂大喊呼吁「和平」的口号也沒有翻译出来，该镜头还被剪掉。另外，当20名代表乌克兰参赛的运动员入场时，中国中央电视台切换镜头，没有转播国际残奥会主席柏臣斯为乌克兰20名运动员鼓掌的镜头。在演讲结束后，中国中央电视台还将帕森斯的致辭影片回放从其网站和应用程序上删除。
事后，在中国大陆社交媒体平台微博上，关于讨论柏臣斯开幕式致辞和对他的言论解读的帖子几乎在发布后迅速消失。国际残奥委会当晚就中国中央电视台忽略柏臣斯的发言一事，要求对方作出解释。隔日，国际残奥会发言人克雷格斯宾塞（Craig Spence）告诉《法新社》，他们已经等待了超过24小时，但仍然没有得到中国中央电视台的任何答复。3月10日，国际残奥会接受《法新社》采访时表示，尽管还没有收到中方的任何解释，但国际残奥委会主席帕森斯坚持强调，会等待中国中央电视台作出解释：「我们要等着看他们会说什么。」3月12日，国际残奥委员会发言人表示，自3月5日向中国中央电视台要求提供解释以来，他们至今没有收到任何答复。

## 轉播機構
- 国际残奥委会：Youtube频道
- 中国大陆 — 
  - 中央广播电视总台（CCTV-1、CCTV-2、CCTV-3、CCTV-5、CCTV-5+、CCTV-7、CCTV-13、CCTV-16、CCTV-17、CCTV-4K、CCTV-8K）
  - 全国各省级卫星电视频道（深圳卫视、农林卫视、山东教育卫视等除外）（中央广播电视总台转授权转播CCTV-1）
- 香港：香港电台（港台电视31）
- 加拿大：CBC

## 另見
- 2022年冬季残疾人奥林匹克运动会閉幕式
- 2022年冬季奧林匹克運動會開幕式
- 2022年冬季奧林匹克運動會閉幕式